# Pogonomys sylvestris
Pogonomys sylvestris  (Thomas, 1920) è un roditore della famiglia dei Muridi, endemico della Nuova Guinea.

## Descrizione

### Dimensioni
Roditore di piccole dimensioni, con la lunghezza della testa e del corpo tra 110 e 135 mm, la lunghezza della coda tra 135 e 170 mm, la lunghezza del piede tra 20 e 24 mm, la lunghezza delle orecchie tra 11 e 16 mm e un peso fino a 66 g.

### Aspetto
La pelliccia è lunga e soffice. Le parti superiori sono rossicce scure, mentre le parti ventrali sono biancastre con la base dei peli grigia. Le zampe sono giallo-brunastre chiare. La coda è molto più lunga della testa e del corpo, è uniformemente marrone chiara ed è rivestita da 15 anelli di scaglie per centimetro. Il cariotipo è 2n=46 FN=52.

## Biologia

### Comportamento
È una specie parzialmente arboricola. Si arrampica sugli alberi alla ricerca di cibo durante la notte. Un gruppo di individui è stato catturato all'interno di buche nel terreno.

### Riproduzione
La stagione riproduttiva va da ottobre a dicembre.

## Distribuzione e habitat
Questa specie è diffusa in Nuova Guinea.
Vive nelle foreste umide tropicali montane primarie e secondarie tra 1.300 e 2.800 metri di altitudine. È stato osservato spesso anche in campi coltivati.

## Tassonomia
Gli individui delle vallate montane della cordigliera centrale dell'isola potrebbero appartenere ad una specie distinta.

## Conservazione
La IUCN Red List, considerato il vasto areale, la popolazione numerosa e la mancanza di reali minacce, classifica P.sylvestris come specie a rischio minimo (Least Concern).